# Хвощ польовий
Хвощ польовий (Equisetum arvense L.), місцеві назви — илець, сосонка польова, хвойка, тінички. Багаторічна трав'яниста рослина родини хвощових (Equisetaceae). Хвощ польовий — бур'ян, який масово розвивається на полях з кислими ґрунтами. Лікарська рослина. Пагони містять кремнієву кислоту, алкалоїди, флавоноїди, сапоніни, каротин, аскорбінову кислоту. Раніше населення Євразії і Північної Америки вживало в їжу бульби хвоща польового після спеціальної обробки.

## Опис

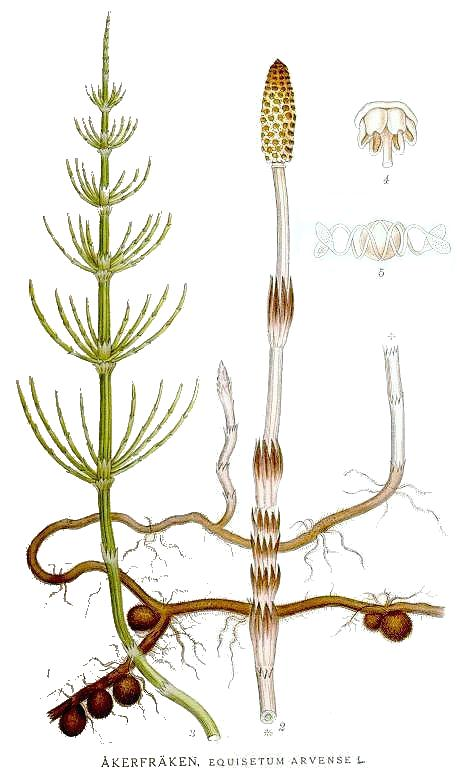

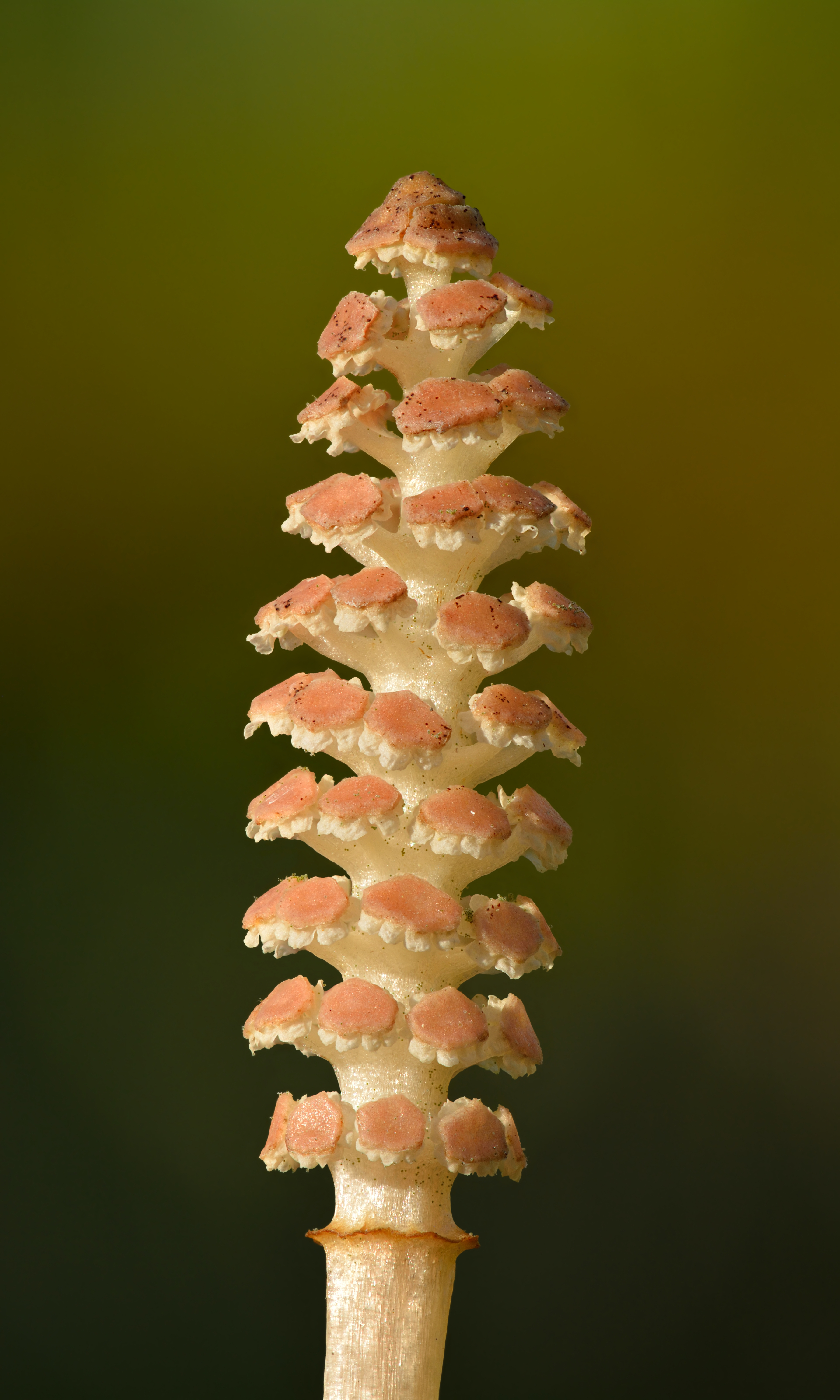
Стробіли

Рослина 15–40 см заввишки з бурувато-чорним, розгалуженим кореневищем, у вузлах якого утворюються кулясті бульбочки. Стебла двох типів: спороносні і безплідні. Спороносні пагони рожево-бурі, соковиті, нерозгалужені, членисті, листки розміщені кільцями, зростаються між собою, утворюючи дзвоникоподібно потовщені піхви, що мають 8–10 чорно-бурих зубців. Спороносні пагони з'являються рано навесні і несуть на верхівках яйцеподібно-циліндричні колоски зі спорофілами, у спорангіях яких утворюються спори. Після дозрівання спор спороносні пагони відмирають і рослина розвиває безплідні зелені пагони (7–50 см заввишки). Безплідні пагони прості або розгалужені, з 6–12 ребрами і косо догори спрямованими багатогранними гілочками. Верхівки стебел без гілочок. Піхви вузькодзвоникуваті, знизу ясно-зелені, зверху з темно-бурими трикутно-ланцетними зубцями і білою облямівкою на них.

## Місце зростання
Хвощ польовий росте в мішаних і листяних лісах як бур'ян на лісокультурних площах, лісосіках, розсадниках. Світлолюбна рослина. Спороносить у березні — квітні.

## Поширення
Рослина поширена у субарктичному, помірному та тропічному регіонах Євразії від Ісландії, Великої Британії і Португалії на заході до Кореї і Японії на сході, на всій території Північної Америки, від субарктики Канади і Аляски до південних штатів США.

### Поширення в Україні
Хвощ польовий поширений майже по всій Україні, в степових районах України трапляється лише в долинах рік, у ярах і балках. Райони заготівель: Волинська, Рівненська, Житомирська, Київська, Сумська, Чернігівська, Вінницька, Львівська, Тернопільська, Харківська, Хмельницька, Черкаська і Закарпатська області. Запаси сировини значні.

## Заготівля і зберігання
Для виготовлення ліків використовують траву хвоща (Herba Equisetii), яку заготовляють влітку (червень — серпень), зриваючи її руками, зрізуючи ножем чи серпом або скошуючи косою, якщо зарості суцільні (в останньому випадку сировину перед сушінням перебирають, відкидаючи домішки, зокрема й нелікарські види хвоща). Сушать траву в затінку на вільному повітрі, розстилаючи тонким (5 — 7 см) шаром на папері або тканині. Сухої трави виходить 20 %. Готову сировину зберігають у сухому добре провітрюваному приміщенні. Строк придатності — 4 роки. Трава хвоща продається в аптеках.

## Хімічний склад
Трава хвоща містить до 25 % кремнієвої кислоти (як у вільному вигляді, так і у вигляді водорозчинних солей), флавоноїди еквізетрин, лютеолін-7-глюкозид, ізокверцитрин, лютеолін, кемпферол-7-диглікозид, кемпферол-3-глікозид, сапонін еквізетонін (близько 5 %), алкалоїди (сліди), дубильні, смолисті й гіркі речовини, ситостерол, диметилсульфон, органічні кислоти (аконітова, щавлева, яблучна, лінолева), вітамін С (до 190 мг%) і каротин (до 4.7 мг%) крохмаль (бл.35%).

## Фармакологічні властивості і використання
Галенові препарати хвоща польового виявляють багатобічну терапевтичну дію: сечогінну, кровоспинну, протизапальну та ремінералізуючу. Завдяки великій кількості силікатів у хвощі польовому він спричинює активну проліферацію сполучної тканини, стимулює процеси петрифікації туберкульозних вогнищ, особливо у легеневій та нирковій тканинах, утримує в сечі рівновагу між колоїдами та кристалоїдами і тим самим заважає утворенню сечових каменів. Як сечогінний засіб хвощ польовий застосовують у складі сечогінних чаїв при застійних явищах серцевого походження (вади серця, серцева недостатність), при захворюваннях сечовивідних шляхів (пієліти, цистити, уретрити) та при ексудативному плевриті. Гарний терапевтичний ефект одержують при лікуванні атеросклерозу судин серця і головного мозку, сечокам'яної хвороби, уражень капілярних судин, а також туберкульозу легень і шкіри під час проведення протитуберкульозної терапії. Як ремінералізуючий засіб хвощ польовий призначають людям похилого віку (кількість кремнію в організмі зменшується прямо пропорційно старінню).
Важливе значення має хвощ польовий як кровоспинний засіб. Застосування його як кровоспинного засобу показане і дає добрий терапевтичний ефект при маткових, легеневих, носових і гемороїдальних кровотечах. Позитивний терапевтичний ефект спостерігається й при кровотечах з сечових шляхів, зумовлених механічними факторами при сечокам'яній хворобі.
Успішно застосовують препарати хвоща при гострому і хронічному отруєнні свинцем (дезинтоксикаційну дію хвоща доведено експериментально) та при легкому перебігу шигельозу (раніше називали дизентерією). Заслуговують на увагу й відомості про те, що хвощ стимулює функцію кори надниркових залоз і тому його корисно вживати при аддісоновій хворобі.
Широко використовують препарати хвоща польового в народній медицині. Крім усіх вищезазначених випадків, їх вживають і при жовчнокам'яній хворобі, подагрі, ревматизмі, запаленні сідничного нерва, артеріальній гіпертензії, при легких формах цукрового діабету. Не менше цінують хвощ польовий і як зовнішній засіб, застосовуючи його у формі настою для полоскання при стоматитах і тонзилітах, як примочки при хворобах шкіри (стригучий і сверблячий лишай, екзема), на гнійні рани і фурункули; ванни і припарки при виразці гомілки; сидячі ванни при загостренні сечокам'яної хвороби і болю у ділянці сечового міхура; примочки і протирання обличчя при жирній і пористій шкірі. Траву хвоща польового використовують і в гомеопатії.

### У харчуванні

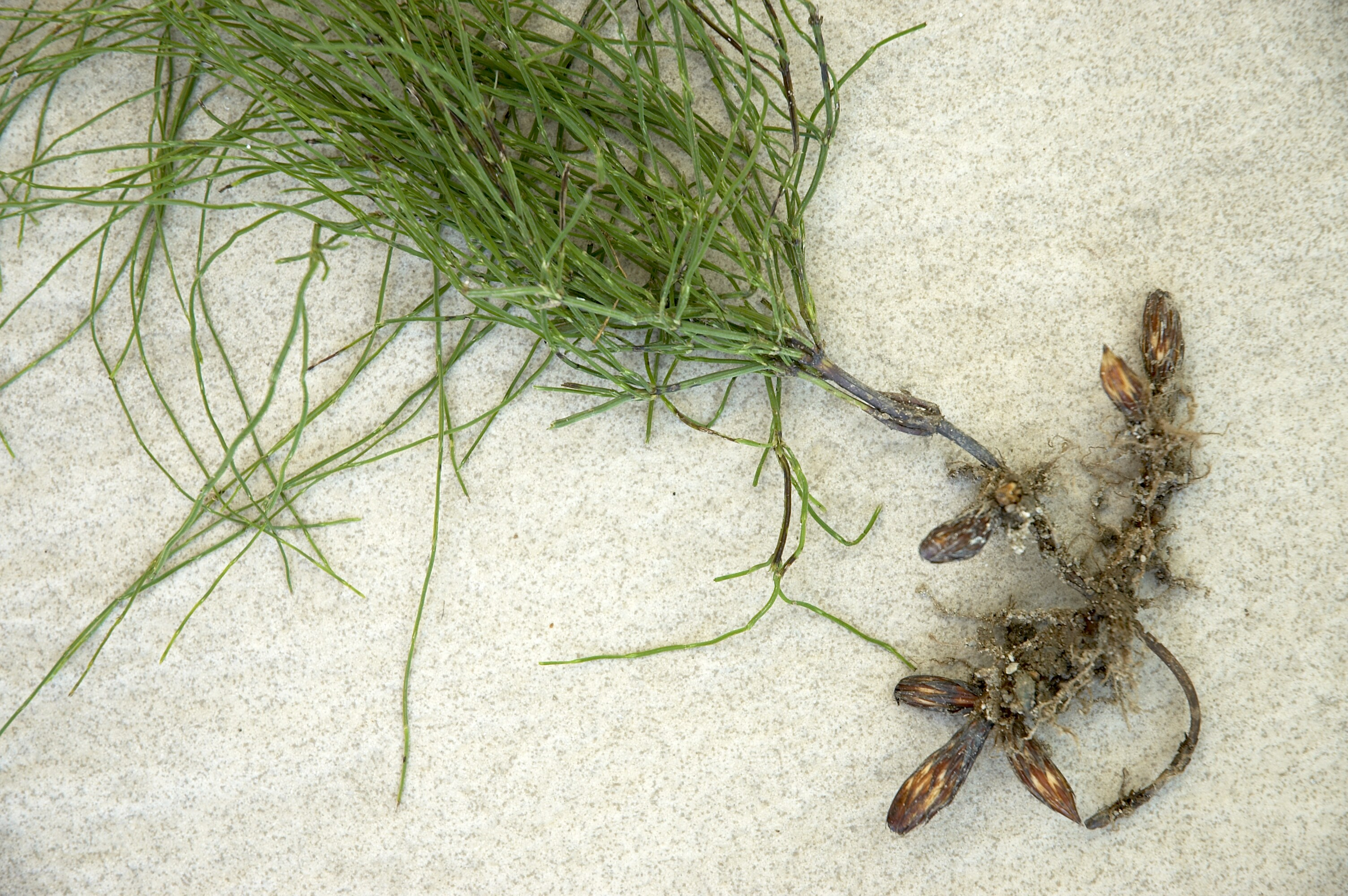
Бульбоподібні потовщення на корені

Бульбоподібні потовщення, що утворюються на кореневищах, багаті на крохмаль. Їх вживають в їжу з давніх часів. Під час розкопок слов'янських поховань у могильниках знаходять посуд, наповнений висохлими бульбами хвоща. У скандинавських країнах з плідних пагонів лісового хвоща, що містять багато цукру, готують відвари, киселі, узвари. У північних районах Європейської частини Росії молоді плодючі пагони хвоща лучного охоче споживають так само, як і паростки орляка.